# خط طول 24° غرب
خط طول 24° غرب هو أحد خطوط الطول الجغرافية، والتي تمتد من القطب الشمالي الجغرافي إلى القطب الجنوبي الجغرافي، وحسب التحويل الزمني يتأخر خط طول 24° غرب عن خط غرينتش بـ1 ساعات و36 دقيقة.

## من القطب إلى القطب
ينطلق خط طول 24° غرب من القطب الشمالي نحو القطب الجنوبي مرورا بالمناطق التي ترد في الجدول التالي:
| الإحداثيات                         | البلد أو الإقليم أو البحر       | ملاحظات |
| ---------------------------------- | ------------------------------- | --- |
| 90°0′N 24°0′W / 90.000°N 24.000°W  | المحيط المتجمد الشمالي          | |
| 82°55′N 24°0′W / 82.917°N 24.000°W | جرينلاند                        | بيري لاند [لغات أخرى]‏ peninsula |
| 82°16′N 24°0′W / 82.267°N 24.000°W | Independence Fjord وHagen Fjord | |
| 81°41′N 24°0′W / 81.683°N 24.000°W | جرينلاند                        | |
| 73°35′N 24°0′W / 73.583°N 24.000°W | Kejser Franz Joseph Fjord       | |
| 73°23′N 24°0′W / 73.383°N 24.000°W | جرينلاند                        | Ymer Island, جزيرة الجمعية الجغرافية [لغات أخرى]‏ و جزيرة ترايل [لغات أخرى]‏ |
| 72°28′N 24°0′W / 72.467°N 24.000°W | King Oscar Fjord                | |
| 72°16′N 24°0′W / 72.267°N 24.000°W | جرينلاند                        | Jameson Land peninsula |
| 70°39′N 24°0′W / 70.650°N 24.000°W | Scoresby Sund                   | |
| 70°9′N 24°0′W / 70.150°N 24.000°W  | جرينلاند                        | |
| 69°36′N 24°0′W / 69.600°N 24.000°W | المحيط الأطلسي                  | بحر غرينلاند |
| 65°47′N 24°0′W / 65.783°N 24.000°W | آيسلندا                         | إقليم المضايق peninsula |
| 65°28′N 24°0′W / 65.467°N 24.000°W | بايدافردر [لغات أخرى]‏           | |
| 64°53′N 24°0′W / 64.883°N 24.000°W | آيسلندا                         | Snæfellsnes peninsula |
| 64°49′N 24°0′W / 64.817°N 24.000°W | المحيط الأطلسي                  | مرورا بشرق the جزيرة São Nicolau [لغات أخرى]‏, الرأس الأخضر (في 16°34′N 24°1′W / 16.567°N 24.017°W) · مرورا بغرب the جزيرة سانتياغو, الرأس الأخضر (في 15°4′N 23°47′W / 15.067°N 23.783°W) · مرورا بشرق the جزيرة فوغو [لغات أخرى]‏, الرأس الأخضر (في 14°52′N 24°17′W / 14.867°N 24.283°W) |
| 60°0′S 24°0′W / 60.000°S 24.000°W  | المحيط الجنوبي                  | |
| 74°33′S 24°0′W / 74.550°S 24.000°W | القارة القطبية الجنوبية         | المقاطعة البريطانية بالقارة القطبية الجنوبية، المطالب الإقليمية بالقارة القطبية الجنوبية by المملكة المتحدة |
| 74°42′S 24°0′W / 74.700°S 24.000°W | المحيط الجنوبي                  | بحر ودل |
| 74°55′S 24°0′W / 74.917°S 24.000°W | القارة القطبية الجنوبية         | المقاطعة البريطانية بالقارة القطبية الجنوبية، المطالب الإقليمية بالقارة القطبية الجنوبية by المملكة المتحدة |